# Daniel Kablan Duncan

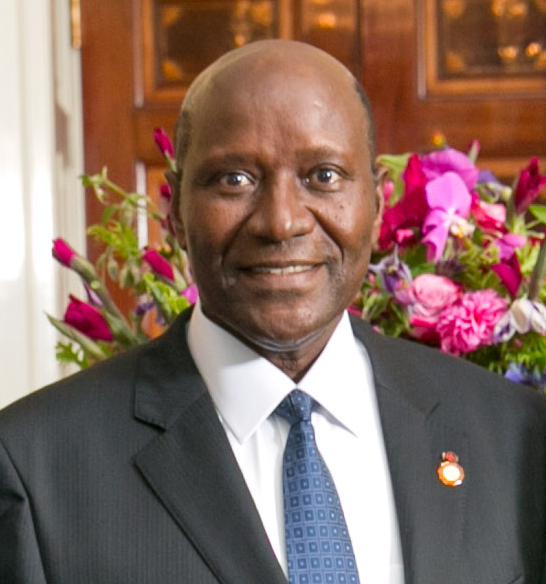
Daniel Duncan em 2014.

Daniel Kablan Duncan (Ouellé, 30 de junho de 1943) é um político da Costa do Marfim. Foi primeiro-ministro do país de 2012 até 2017 e foi vice-presidente do país de 2017 até 2020.
Em novembro de 2012, ele foi nomeado primeiro-ministro pelo presidente Alassane Ouattara.Em janeiro de 2017 foi nomeado vice-presidente por Alassane Ouattara.